# Louis François Chabanacy de Marnas
Louis-François-Gabriel-Ange Chabanacy de Marnas (20 mars 1809 - 8 juin 1871), est un homme politique français.

## Biographie
Procureur général près la cour impériale de Lyon et grand'croix de l'ordre de Saint-Stanislas, il est nommé sénateur du Second Empire le 18 novembre 1867.

## Sources
- « Louis François Chabanacy de Marnas », dans Adolphe Robert et Gaston Cougny, Dictionnaire des parlementaires français, Edgar Bourloton, 1889-1891 [détail de l’édition]
- Notices d'autorité :   - VIAF
  - ISNI
  - BnF (données)
  - IdRef
- Ressources relatives à la vie publique :   - base Léonore
  - Sénat